# Frida Schoy
Frida Schoy (* 23. November 1889 in Duisburg; † 31. August 1962 in Essen), geb. Friederike Anna Elisabeth Ettwig,  war eine deutsche Buchbinderin. Sie war in Essen tätig und galt als eine der bekanntesten Buchbinderinnen ihrer Zeit. Schoy pflegte einen „sachlich-strengen, handwerklich immer äußerst präzisen Stil“.
Frida Schoy arbeitete zeitweise mit Kurt Lewy und Elisabeth Treskow zusammen.

## Leben
Frida Schoy wurde in den Jahren 1915 bis 1917 an der Essener Kunstgewerbeschule zur Buchbinderin ausgebildet. Zu ihren Lehrern gehörte Otto Dorfner. Bis gegen die Jahrhundertwende hatte der Beruf des Buchbinders – wie fast jeder andere auch – als Männerdomäne gegolten.
1920 absolvierte Schoy in Düsseldorf eine Buchbinderlehre. Später lang war sie zwei Jahre lang Gesellin in der graphischen Anstalt der Friedrich Krupp AG, wo sie 1924 die Meisterprüfung ablegte. Sie wurde in diesem Jahr Mitglied im Deutschen Werkbund. Darin engagierte sie sich sehr für de Rolle der Frau im Handwerk und die Rolle des Handwerks selbst. 1925 war sie als Praktikantin für ein halbes Jahr an der Fachschule für die gewerbliche Buchbinderei tätig. Im November 1926 gründete sie als selbstständige Meisterin auf der Essener Margarethenhöhe eine eigene Werkstatt für Buchbinderei und Lederarbeiten. 1927 präsentierte sie zusammen mit Elisabeth Treskow in einer gemeinsamen Ausstellung eigene Arbeiten auf der Europäischen Kunstgewerbeausstellung im Grassimuseum in Leipzig.
Sie war in der Zeit nach dem Zweiten Weltkrieg Leiterin der Werkgruppe Leder und Papier an der Folkwang-Schule in Essen und leitete von 1948 bis zum Eintritt in den Ruhestand 1955 die Buchbinderklasse.
Sie setzte sich 1952 mit Anwürfen Eiermanns auf dem Darmstädter Gespräch auseinander und forderte eine stärkere Berücksichtigung des Handwerks in der Konzeption des Deutschen Werkbundes und die Wiedergründung eines Meisterrings im Deutschen Werkbund, wie er in den 1920er Jahren bestanden hatte.
Schoy schuf unter anderem den Einband des Stahlbuchs der Stadt Essen (1934) mit Buchdeckeln aus Kruppstahl und Lederrücken. und die Einbände für die ersten Exemplare des Totentanzes von Hermann Schardt (1943). Zu weiteren Arbeiten zählt eine Schmuckschatulle, die Margarethe Krupp 1929 von der Margarethe-Krupp-Stiftung als Geschenk erhielt sowie ein Einband eines Buches mit Gedichten und Märchenspielen von Anna Heinemann aus dem Jahr 1932.
Ein Fotoporträt Frida Schoys aus den 1930er Jahren stammt von Albert Renger-Patzsch, der zur gleichen Zeit wie Frida Schoy auf der Margarethenhöhe in Essen tätig war.
Frida Schoy war mit dem Orientalisten und Naturforscher Carl Schoy verheiratet.

## Auszeichnungen
Frida Schoy erhielt auf der Triennale in Mailand 1951 eine Goldmedaille. 1963 wurde sie mit dem nordrhein-westfälischen Staatspreis für das Kunsthandwerk ausgezeichnet.

## Publikationen
- Doris Weber, Frida Schoy: Der Bucheinband in seiner Zeit – Stilgeschichte des Bucheinbandes. Hettler, Stuttgart 1959